# 二上大橋
二上大橋（ふたがみおおはし）は、富山県高岡市の一級河川小矢部川に架かる富山県道57号高岡環状線の橋梁。

## 概要
1983年（昭和58年）度に着工し、1989年（平成元年）4月14日に竣工した。高岡短期大学（現在の富山大学高岡キャンパス）や富山県工業技術センターなどがある二上地区と国道160号を結ぶため整備された。住宅地を通過するため、耐震性を考慮し、コンクリートの中に鋼材を通した「二径間連続プレビーム合成桁」を日本で初めて導入した。欄干には市の花であるカタカゴをデザインしたパネルを設置し、高岡らしさを表現している。

## 橋データ
- 左岸 - 富山県高岡市守護町一丁目
- 右岸 - 富山県高岡市長慶寺・四屋
- 形式 - 二径間連続プレビーム合成桁橋[2]
- 橋格 - 一等橋[2]
- 橋長 - 167.6 m[2]
- 支間長 - 41.43 m[2]
- 幅員 - 12.5 m（車道7.5 m、歩道2.5 m×2）[2]
- 総幅員 - 13.3 m[2]
- 縦断勾配 - 1%（左岸側、右岸側共に）[2]
- 横断勾配 - 2%（山形勾配、橋台付近は除く、歩道1.5％片勾配）[2]
- 舗装 - アスファルト舗装（車道60㎜、歩道30㎜）[2]
- 床板 - RC床板[2]
- 雪荷重 - 100kg/ m2[2]
- 総工費 - 17億円[1]